# Glochidion excorticans
Glochidion excorticans är en emblikaväxtart som beskrevs av Francis Raymond Fosberg. Glochidion excorticans ingår i släktet Glochidion och familjen emblikaväxter.

## Underarter
Arten delas in i följande underarter:
- G. e. calvum
- G. e. excorticans